# I Just Wanna Dance
| Оценки критиков   | Оценки критиков                                                                    |
| Источник          | Оценка                                                                             |
| ----------------- | ---------------------------------------------------------------------------------- |
| IZM               | 3,5 из 5 звёзд · 3,5 из 5 звёзд · 3,5 из 5 звёзд · 3,5 из 5 звёзд · 3,5 из 5 звёзд |
| The Star          | 5/10                                                                               |
| The Straits Times | 2,5 из 5 звёзд · 2,5 из 5 звёзд · 2,5 из 5 звёзд · 2,5 из 5 звёзд · 2,5 из 5 звёзд |

I Just Wanna Dance – дебютный мини-альбом американско - корейской певицы Тиффани. Был выпущен 11 мая 2016 года лейблом S.M. Entertainment при поддержке KT Music. Исполнительным продюсером выступил основатель и бывший директор S.M. Entertainment Ли Су Ман. Альбом ознаменовал дебют Тиффани как сольной исполнительницы, ранее известной как участницы Girls’ Generation на протяжении почти девяти лет. Музыкально композиции в основном содержат жанр синти-поп с элементами трэпа и R&B, отражающие влияние американских исполнительниц 1990-х годов.
Для промоушена альбома Тиффани провела дебютный шоукейс 10 мая 2016 года в SMTown COEX Artium. В июне состоялась серия мини-концертов Tiffany’s Weekend. Она также появлялась в нескольких музыкальных шоу, среди них M!Countdown и Show Champion. Главный сингл «I Just Wanna Dance» был выпущен 12 мая. После релиза альбом получил в основном положительные отзывы от музыкальных критиков, которые сравнили стиль Хван с Карли Рэй Джепсен, Арианой Гранде и Мэрайей Кэри.
I Just Wanna Dance имел коммерческий успех, дебютировав в топ-3 Billboard World Albums Chart и Gaon Album Chart.

## Предпосылки и релиз
```
«Я создаю музыку с твёрдым убеждением. Если вы обращаете много внимания на рейтинги, вы не создаёте музыку, содержащую ваш цвет; вы делаете музыку, которая соответствует только музыкальному вкусу общества»
```

С 2007 года американская певица Стефани Ён Хван, выступающая под сценическим псевдонимом Тиффани, была более известна как участница южнокорейской гёрл-группы Girls’ Generation. В самом начале карьеры она участвовала в записи саундтреков и других проектов. В мае 2016 года Хван стала второй участницей группы (после Тэён), дебютировавшей сольно.
Тиффани начала работу над сольным альбомом летом 2015 года. Она рассказала, что вела несколько долгих переговоров с руководством S.M. Entertainment, обсуждая концепт будущего материала. Первоначально лейбл рассчитывал, что альбом будет отражать игристый имидж, однако исполнительница предложила идею «более холодного». Тиффани подчеркнула, что «самая завораживающая часть» в том, чтобы быть сольной певицей – это возможность решать, каким будет её «новое» звучание и «послание», пока она является частью Girls’ Generation.
Сильно вдохновившись американскими исполнительницами 90-х годов, Тиффани сказала, что альбом охватывает возвращение к американской поп-музыке. Опыт Хван как участницы группы помог ей перейти к сольному творчеству. Она также поделилась, что Тэён поддерживала её в процессе создания альбома.
Говоря о главном сингле, Тиффани объяснила: «Большинство девушек моего возраста могут испытывать стресс или иметь желание куда-то уйти, они хотят танцевать всю ночь напролёт. Думаю, это должна быть главная песня для всех». Композиция «What Do I Do» была добавлена в трек-лист в завершении работы. Хван участвовала в создании музыки как корейской, так и английской версии, Суён помогла написать текст к корейской версии. Композицию «Talk» Тиффани назвала «моментом фанатки», когда узнала, что музыку сочинила Никола Робертс.
Ранее Тиффани принимала участие в процессе съёмок видеоклипов юнита Girls’ Generation — TTS, продумывая костюмы и декорации, в этот же раз девушка решила избежать этого процесса и сфокусироваться только на музыке. Однако для видеоклипа «Heartbreak Hotel» она взяла на себя роль режиссёра. Сингл, записанный с Саймоном Домиником, должен был войти в альбом, но его отклонили, и в июне песня была выпущена в цифровом формате через платформу SM Station. Она объяснила, что «Heartbreak Hotel» должна была стать приквелом «I Just Wanna Dance», где девушка влюбляется «в плохого парня»; её сердце разбито, она забывает о стрессе и танцует всю ночь напролёт.
Когда я снимаю клип или его танцевальную версию, там не будет только много красивых девочек, декораций и света, всей этой подростковой мишуры; там будет очень много эмоций и глубины. Надеюсь, что я смогу быть таким артистом… где смогу вложить что-то очень честное или сырое, и кто-то сможет прочувствовать это. Даже если это грустно или весело.

## Список композиций
| №                   | Название             | Текст песни                                      | Музыка                                            | Длительность |
| ------------------- | -------------------- | ------------------------------------------------ | ------------------------------------------------- | ------------ |
| 1.                  | «I Just Wanna Dance» | Хван Хён                                         | Тимоти Баллок Майкл Джиминез Сара Форсбергер MZMC | 3:29         |
| 2.                  | «Talk»               | Чон Чжу Хи Ким Мин Чжи Бэк Ин Кён Никола Робертс | GRADES Кэролайн Эйлин Никола Робертс              | 3:34         |
| 3.                  | «Fool»               | Йорки Рю Ву                                      | Им Кван Ук Райан Ким Аманда Мосли Чейз Dopio Wkly | 3:28         |
| 4.                  | «What Do I Do»       | Суён                                             | Тиффани Ким Тэ Сон Джейк К                        | 3:03         |
| 5.                  | «Yellow Light»       | Чон Чжу Хи                                       | Мелани Фонтана Эрик Саникола Дэймон Шарп          | 3:22         |
| 6.                  | «Once in a Lifetime» | Хван Хён Агнес Шин                               | Ли Чжу Хён Себастьян Тотт Делиса Томас            | 3:51         |
| Общая длительность: | Общая длительность:  | Общая длительность:                              | Общая длительность:                               | 20:47        |

| №                   | Название                         | Текст песни         | Музыка                     | Длительность |
| ------------------- | -------------------------------- | ------------------- | -------------------------- | ------------ |
| 7.                  | «What Do I Do» (English version) | Тиффани             | Тиффани Ким Тэ Сон Джейк К | 3:03         |
| Общая длительность: | Общая длительность:              | Общая длительность: | Общая длительность:        | 23:50        |

## Чарты
| Чарт                           | Пиковая позиция |
| ------------------------------ | --------------- |
| Япония (Oricon)                | 41              |
| Южная Корея (Gaon Album Chart) | 3               |
| Тайвань (G-Music East Asia)    | 1               |
| США (Billboard World Albums)   | 3               |
| США (Top Heatseekers)          | 10              |

### Годовые чарты
| Чарт (2016)        | Позиция |
| ------------------ | ------- |
| Южная Корея (Gaon) | 47      |

## История релиза
| Страна        | Дата             | Формат               | Лейбл                       |
| ------------- | ---------------- | -------------------- | --------------------------- |
| Южная Корея   | 11 мая 2016 года | CD цифровая загрузка | S.M. Entertainment KT Music |
| По всему миру | 11 мая 2016 года | Цифровая загрузка    | S.M. Entertainment          |
| Тайвань       | 8 июня 2016 года | CD                   | Universal Music Group       |